# Jihlávka
Jihlávka es una localidad del distrito de Jihlava en la región de Vysočina, República Checa, con una población estimada a principio del año 2018 de 204 habitantes. 
Se encuentra ubicada en el centro-sur de la región, cerca de la orilla del río Jihlava (cuenca hidrográfica del Danubio) y de la frontera con la región de Bohemia Meridional.